# Лудогорці
Лудого́рці (болг. Лудогорци) — село в Разградській області Болгарії. Входить до складу общини Ісперих.

## Населення
За даними перепису населення 2011 року у селі проживала 761 особа.
Національний склад населення села:
| Національність   | Кількість осіб | Відсоток |
| ---------------- | -------------- | -------- |
| турки            | 655            | 90,3%    |
| болгари          | 49             | 6,8%     |
| цигани           | 14             | 1,9%     |
| інша             | 0              | 0%       |
| не визначились   | 7              | 1,0%     |
| Всього відповіли | 725            |          |

Розподіл населення за віком у 2011 році:
Динаміка населення: